# Duitstalige Gemeenschapsverkiezingen 2014/Kandidatenlijst/Sozialistische Partei
Dit is de kandidatenlijst van de SP voor de Duitstalige Gemeenschapsraadverkiezingen van 2014. De verkozenen staan vetgedrukt.

## Effectieven
1. Karl-Heinz Lambertz
2. Kirsten Neycken-Bartholemy
3. Charles Servaty
4. Marcel Strougmayer
5. Céline Liessem
6. Berni Schmitz
7. René Hoffmann
8. Erik Wiesemes
9. Sandra Schrauben
10. Joel Arens
11. Ilona Wetzels-Beckers
12. Karin Theissen-Klein
13. Juliette Plottes
14. Antonios Antoniadis
15. Josiane Michiels
16. Tommy Chiragarhula
17. Patricia Pelaez Bayo
18. Karin Lejeune
19. Jörg Lentzen
20. Marylin Simon
21. Alexandra Barth-Vandenhirtz
22. Alfred Ossemann
23. Resi Stoffels
24. Louis Siquet
25. Edmund Stoffels